# آلان ماسون
آلان ماسون هو دراج كندي، ولد في 25 مارس 1961 في لافال في كندا.

## وصلات خارجية
- آلان ماسون على موقع إحصائيات الدراجات الإحترافية (الإنجليزية)
- آلان ماسون على موقع أوليمبيديا (الإنجليزية)